# Peanuts
Peanuts je americký krátký komiks (strip) vytvořený Charlesem M. Schulzem. Vycházel od 2. října 1950 do 13. února 2000 (den po autorově smrti) ve více než 2600 novinách se 355 miliony čtenářů v 75 zemích a byl přeložen do 21 jazyků.

## Postavy

### Hlavní postavy
- Snoopy – bígl, spisovatel (píše romány), ale v některých dílech se mění na pilota leteckého esa z první světové války, skauta, tenistu a na mnoho dalších postav, má pět sourozenců (bratry jménem Spike, Olaf, Marbles, Andy a sestru jménem Belle), žije na střeše své boudy
- Charlie Brown – asi osmiletý majitel Snoopyho, rozpačitý

### Vedlejší postavy
- Woodstock – Snoopyho ptačí kamarád, špatně létá
- Linus van Pelt – Charlieho nejlepší kamarád, intelektuál, má u sebe neustále deku „bezpečí“
- Lucy van Pelt – Linusova starší sestra, mrzutá a kritická
- Rerun van Pelt – mladší bratr Linuse
- Sally Brown – Charlieho mladší sestra, zamilovaná do Linuse
- Patricia Reichardt (Patty) – zamilovaná do Charlieho, nenávidí školu
- Marcie – kamarádka Patty, neustále se učí
- Schroeder – talentovaný klavírista, neustále odmítá Lucy, která je do něj zamilovaná
- Malá Zrzečka – předmět Charlieho tajné lásky, byla objevena v jednom díle, který vyšel v roce 1998
- Pig-pen – neustále špinavá osoba
- Shermy – kluk co se objevil v prvním stripu

## Historie
Peanuts začal vycházet 2. října 1950 v sedmi amerických novinách. V prvním stripu se objevil Charlie Brown, Shermy a Patty. Postupem času začala popularita stripů růst a s nabídkou každodenní publikace se přidávaly další a další listy.
Peanuts skončil 13. února 2000 kvůli smrti Charlese M. Schulze na rakovinu tlustého střeva. Poslední strip vyšel 13. února 2000 (noc předtím Schulz zemřel).

## Adaptace
Postavy z Peanuts se objevily v celé řadě animovaných pořadů a v několika seriálech či celovečerních filmech (naposledy v roce 2015 ve filmu Snoopy a Charlie Brown. Peanuts ve filmu). Existují také videohry, hudba a muzikály.